# Martin Eden (pel·lícula de 2019)
Martin Eden és una pel·lícula de 2019 dirigida per Pietro Marcello en forma d'adaptació lliure de la novel·la Martin Eden (1909) de Jack London. El rodatge de la pel·lícula va començar el maig de 2018 a Nàpols, Santa Maria la Fossa i Torre Annunziata. S'ha doblat al català pel canal La 2, que va emetre-la per primer cop el 5 de novembre de 2022; anteriorment s'havia subtitulat a aquesta llengua.
Es va presentar en competició a la 76a Mostra Internacional de Cinema de Venècia, on l'actor protagonista, Luca Marinelli, va guanyar la Copa Volpi per la millor interpretació masculina.

## Argument
En un Nàpols atemporal, entre el biennio rosso i els anys 1970, el mariner Martin Eden, un jove proletari individualista en una època marcada pel naixement dels moviments polítics de masses, somia ser escriptor i guanyar l'amor d'una dona de família burgesa gràcies al seu esforç cultural autodidacta, però sent que està traint els seus orígens.

## Crítica
Sight & Sound, la prestigiosa revista cinematogràfica publicada pel British Film Institute, l'inclogué en el seu rànquing de les vint millors pel·lícules del 2019.
Els crítics de cinema de The New York Times, Manohla Dargis i A. O. Scott, inclogueren la pel·lícula a les seves respectives llistes de les deu millors del 2020.
El Col·lectiu de Crítics de Cinema de Girona va escollir-la com la millor pel·lícula estrenada a les sales de cinema gironines l'any 2020.